# Galería del Mediodía

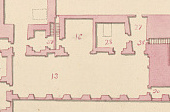
La galería en una copia del Plano de Gómez de Mora (1626) bajo el número 13.

La Galería del Mediodía (también conocida como Galería de los Retratos) fue una estancia del desaparecido Real Alcázar de Madrid.

## Historia
El cuarto fue creado en el momento de la realización de la fachada de Juan Gómez de Mora, en el primer tercio del siglo XVII.Felipe III deseó decorar las bóvedas al fresco, idea que sería abandonada tras sucederle su hijo, Felipe IV.El motivo que se había previsto para la decoración eran hechos importantes realizados por héroes desde la Creación del Mundo, según se detalla por el que hubiese sido su autor, Vicente Carducho en sus Diálogo de la pintura.
Durante el reinado de este último, hacia 1626, la galería se representó en el conocido como Plano de Gómez de Mora bajo el número 13.
En este momento y de acuerdo con ese plano, abrían hacía la galería distintos cuartos destinados a ser espacio privado del monarca y sus hermanos:
- Pieza donde tiene el Rey todo lo perteneciente a la mussica, de libros e instrumentos de diferentes suertes y grandeça.[Nota 1]
- Dormitorio del infante don Carlos.[Nota 2]

Asimismo en su cercanías se disponían importantes estancias aunque sin conexión directa con la galería:
- En su lado norte, el dormitorio del rey, después conocida como pieza oscura.[Nota 3]
- En su lado este, se encontraba el dormitorio de invierno del Cardenal-infante don Fernando.[Nota 4] Este espacio sería ocupado posteriormente por el Salón de Espejos.
- En su lado oeste, la alcobilla del rey.[Nota 5]Esta estancia se encontraba enclavada en la Torre Dorada.

A lo largo del siglo XVII y hasta su desaparición en el incendio del alcázar de 1734, la estancia fue tomando un carácter cada vez más público y ceremonial. Así, en el siglo XVIII se utilizaba por Felipe V para dar audiencias a visitantes extranjeros.
En el Incendio del Alcázar se consiguieron salvar la mayor parte de los cuadros de la estancia que se encontraban colgados en la parte más baja de sus paredes, perdiéndose, por ejemplo, la serie de retratos de doce emperadores romanos obra de Rubens que colgaban en la parte superior.

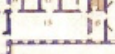
La galería según el plano de Teodoro Ardemans de 1705.

## Descripción
La estancia se encontraba en la crujía sur del alcázar regio, y en concreto en el primer piso de su lado oeste. Desde una perspectiva funcional, formaba parte del cuarto del rey. Tenía forma rectangular y contaba con 7 balcones a la plaza de Palacio.
Por su orientación al sur, junto con otras estancias de la crujía (como el Salón de Espejos), se consideraban especialmente favorables para la exposición de obras de arte.
Según el inventario realizado en 1636 se encontraba decorada con 65 cuadros, entre los que se encontraban doce retratos de la familia real (algunos obra de Rodrigo de Villadrando), así como obras de Tiziano y el Bosco. Asimismo, colgaban en sus paredes una genealogía de la Casa de Austria por Juan Bautista Labaña y un mapa de Flandes obra de Teixeira. Completaban la decoración conocida, cuatro mesas de mármol y dos espejos.En  el Inventario de 1666, se muestra que 63 de las 772 pinturas que adornaban la estancia eran de autores venecianos.Entre estas se encontraba el retrato de Federico II Gonzaga, duque de Mantua, por Tiziano.
Bajo los balcones de la galería, se disponía el jardín de los Emperadores llamado así por estar decorado con bustos escultóricos de emperadores romanos. Según Orson, esta circunstancia pudo influir en colgar la serie de doce retratos de emperadores romanos en la galería.
En el Plano de Gómez de Mora se representa bajo el número 13.